# Hemisphaeronotus fuscicaudatus
Hemisphaeronotus fuscicaudatus är en tvåvingeart som beskrevs av Saigusa 2007. Hemisphaeronotus fuscicaudatus ingår i släktet Hemisphaeronotus och familjen svampmyggor. Inga underarter finns listade i Catalogue of Life.